# ألفين فلزينبيرغ
ألفين فلزينبيرغ (بالإنجليزية: Alvin S. Felzenberg)‏ مؤرخ أميركي للرئاسة، محلل سياسي، وموظف عمومي. كان المتحدث الرسمي باسم الجنة الوطنية حول الهجمات الإرهابية على الولايات المتحدة، والمعروفة أيضا باسم لجنة 9/11. . فلزينبيرغ يشغل حاليا منصبمدير الاتصالات في اللجنة الاقتصادية المشتركة للكونغرس الولايات المتحدة.
خدم فلزينبيرغ مساعد خاص ومستشار مجلس الإذاعة الوطنية لمحافظين، ومستشارا لوزير البحرية، ومديرا للشؤون المجتمعية، والاتصالات العامة لمكتب وزير في وزارة الدفاع الأمريكية في عهد إدارة جورج بوش. من 1982-1989، كان فلزينبيرغ مساعد وزير ولاية نيو جيرسي في إدارة المحافظ توماس كين
كان فلزينبيرغ هو عالم سياسة زميل لمعهد السياسة في كلية جون كنيدي للدراسات الحكومية في جامعة هارفارد. وقد حاضر في جامعة برنستون و ييل وجورج واشنطن، و جامعة جونز هوبكنز .و منذ عام 2007 العالم السياسي ألفين فلزينبيرغ، محاضر زائر في كليتي وولتر أنينبيرغ للاتصالات في جامعة بنسيلفانيا وكلية إليكوت للعلاقات الدولية بجامعة جورج واشنطن.
مؤلف كتاب "مفاتيح الرئاسة الناجحة" و كتاب "الحاكم توم كين: من حاكم نيو جيرسي إلى لجنة 9/11 و كتاب كنا نستحق القادة . . فلزينبيرغ كاتب منتظم في العديد من الدوريات النشرية، بما في ذلك تحقيقات فيلادلفيا، أخبار الولايات المتحدة والتقرير العالمي، اسبوع ستاندرد و ناشيونال ريفيو.
فلزينبيرغ حاصل على درجة الدكتوراه وشهادة الماجستير في علم السياسة من جامعة برنستون و ماجستير و بكالوريوس من جامعة روتجرز.
شغل سابقا منصب مساعد إداري النائب جيم ساكستون.

## وصلات خارجية
- 11/9 مشروع الخطاب العام
- ألفين فلزينبيرغ